# Condeixa-a-Nova
Condeixa-a-Nova is een plaats en gemeente in het Portugese district Coimbra.
De gemeente heeft een totale oppervlakte van 139 km² en telde 15.340 inwoners in 2001.

## Plaatsen in de gemeente
- Anobra
- Belide
- Bem da Fé
- Condeixa-a-Nova
- Condeixa-a-Velha
- Ega
- Furadouro
- Sebal
- Vila Seca
- Zambujal